# Dcera Slunce

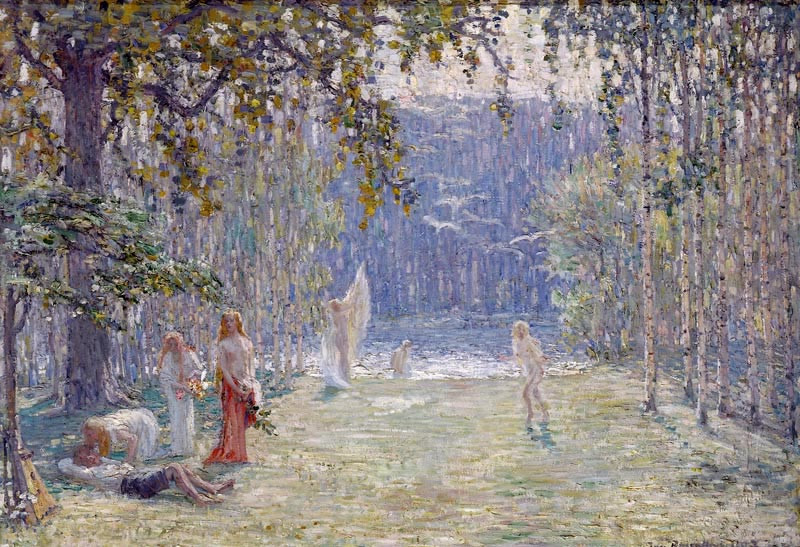
Janis Rozentāls, Saulesmeitas, cca 1912

Dcera Slunce je hypotetická praindoevropská bohyně rekonstruovaná především na základě védské Súrji, lotyšské Saules meita a řecké Heleny. Představuje archetypální nevěstu o jejíž ruku se přou různí bohové, především Měsíc a Božští blíženci, přičemž druzí jmenování bývají úspěšnější. Do jisté míry se podobá další rekonstruovanému indoevropskému božstvu: bohyni úsvitu.
Peter Jackson rekonstruuje její praindoevropské jméno jako *seh2u̯eli̯osi̯o dhgh2tēr.

## Indie

Evelyn de Morgan, Helena Trojská, 1898

Védská bohyně Súrjá, zvaná též Duhitá súrjasja „dcera Slunce“ je často zmiňována společně s Ašviny – Blíženci, s kterými ze své vlastní vůle jezdí po obloze na voze, který je přirovnáván ke svatebnímu, a obecně je považována za manželku těchto dvojčat. Zároveň se však v rgvédském svatebním hymnu 10.85, kde představuje model pro smrtelnou nevěstu, vdává za Sómu – Měsíc a Ašvinové jsou pouze družby či neúspěšnými nápadníky. Aitaréjabráhmana pak uvádí že Súrja chtěl dát svou dceru za ženu Sómovi, ale bohové, kteří po ní všichni toužili, si prosadili aby její ruku získal vítěz závodu a ten poté vyhráli Ašvinové.

## Baltové
Lotyšská Saules meita „dcera Slunce, dívka Slunce, nevěsta Slunce“ je dcerou sluneční bohyně Saule, a představuje archetypální nevěstu a vzor dokonalé mladé ženy s hezkým oděvem a šperky. Její vztah s Dieva dēli - Blíženci je povětšinou přátelský a hrají si spolu jako děti či jim topí v lázni, objevují se však i zmínky o konfliktu když Božští synové převrátí Dcerám slunce sáně nebo různé sexuální narážky – sejmutí věnečku či prstenu, nebo naopak když Saules meita roztříští jejich meč.  Motiv jejich zdravení o svatojánské noci může být narážkou na namlouvání. Počátek léta byl také nejspíše dobou, kdy se měla odehrávat nebeská svatba, při které o ruku Saules meita soupeří Dieva dēli s Mēnessem-Měsícem a Auseklisem-Jitřenkou.

## Řecko
V řecké mytologii je považována za dědičku Dcery Slunce většinou považována Helena, která je však dcerou nebeského Dia a která je sestrou, nikoliv partnerkou Dioskúrů – Blíženců. Tuto povahu odráží i její jméno které je vykládáno M. L. Westem jako *Swelenā „paní slunečního svitu“, zatímco James Mallory a D. Q. Adams jméno vykládají spíše v souvislosti s žárem, jako sluneční jméno vykládá i Jaan Puhvel. Kromě toho se objevuje i řada dalších motivů spojených se „slunečními dcerami“ - zrození z vejce, záchrana Blíženci – po únosu Théseem, nebo náznak manželství s dvěma bratry – Meneláem a Agamemnónem. Peter Jackson považuje řeckou Helenu namísto Dcery Slunce za analogickou védské Saranjú, matce Ašvinů – Blíženců.

## Ostatní
Mezi další formy Dcery Slunce, případně obecně sluneční bohyně, náleží či mohou náležet:
- litevská Sáulės dukrýtė „dcera Slunce“[2]
- estonská Salme, krásná dívka narozená z husího vejce o jejíž ruku se ucházelo Slunce, Měsíc a nejstarší syn hvězd, a která je nejspíše převzata od Baltů[2]
- dcera Slunce a Měsíce nebo sestra Slunce v ruském folklóru[2]
- motiv dcery, kterou zplodí sluneční bohyně Sól se objevuje v severské Písni o Vaftrúdnim[7]
- severská Gerð, jotunka a bohyně, manželka Freye, která je naplněna světlem[8]
- irská mytická princezna Gráinne, jejíž jméno snad znamená „slunce“ a jejíž příběh se podobá Heleninu[8]
- britská bohyně Sulis, jejíž jméno snad znamená „slunce“[2]
- osetská Aziruxs „toto světlo“, dcera Slunce a manželka Soslana[2]
- řecká Faethousa a Lampetié, dcery Héliovy, které ve společnosti kúra vyjíždí na voze z jitřních bran[2]
- řecká Helie, jedna Hélioven – dcer Héliových, jejíž jméno je odvozeno od jména jejího otce stejným způsobem jako jméno védské Súrji od jejího otce[2]
- Foibé a Hilaeira, dcery Leukippa „Bílého koně“ či Apollóna, a manželky Dioskúrů[2]

## Lidové zvyky
M. L. West  spojuje kult Dcery Slunce také s májovými a letnicovými zvyky z evropské lidové kultury. 
Jedná se především o stavění májů, které jsou často chápány jako symboly světového stromu a spojovány se sluncem. Odkazuje přitom na lotyšské dainy při kterých Saules meita se zlatým pásem při své svatbě tančí kolové tance na okraji lesa, Saule či Dieva dēli věší na strom zelené látky, zlaté kruhy a jiné ozdoby nebo v kterých „dcery Saule/Slunce“ tančí ruku v ruce se „syny Dievse/Nebes“. Podle Westova názoru tyto písně nemusí nutně odrážet mýtus, ale mohou spíše odrážet rituál počátku léta v kterém dívky zaujímají místo Saules meita a mladíci Dieva dēli.
Dalším příkladem stojícím na pomezí mezi mýtem a rituálem je Theokritova báseň popisující svatbu Heleny s Meneláem, která zahrnovala skupinu dívek tancujících a zpívajících před úsvitem, která nejspíše odráží reálný spartský rituál. Helena byla také na Rhodu spojována s kultem stromu. Vaječné skořápky či kraslice, kterými jsou májové stromy často zdobeny, také mohou souviset s kultem Dcery Slunce – jak naznačuje Helenino a Salmino zrození z vejce.

Bylo to v paláci Menealově – ve Spartě tenkrát:

dvanácte vznešených děv, žen spartských výkvět a chlouba,

kolem skrání květ hyacintů – jalo se tančit...

Tančily před ložnicí tak svěžích barev a tónů,

když právě Atreův syn – ten mladší s vlasy jak zlato,

s milostnou Helenou do ní se zavřel – nyní svou chotí

Všecky najednou pěly, co v taktu dupala na zem

nožek půvabná změť

(…)

Z lotosů nízce rostlých my první – nejdříve ze všech

uvinem´ vínek tobě a na stinný platan jej dáme;

oleje nejčistšího my první ulíti chceme

z lahve stříbrné tobě a rovněž pod stinný platan.

(...)
Svatební píseň Heleně, Theokritovy Idyly, překlad Rudolf Kuthan
.
Kromě májů připomíná West v souvislosti s Dcerou Slunce také volby královny, jako v případě českých královniček či anglické královny máje, a jejího partnera krále -  který může také o pozici soutěžit či pro ní být vylosován. Helena se stala manželkou nápadníka, který nabídl největší cenu za nevěstu, což odpovídá německému zvyku na prvního máje či velikonoční pondělí pořádat aukci dívek – mladík který takto dívku získá ji má za svou „královnu máje“ a taneční partnerku po celé léto. Motiv únosu, stejně jako v případě Heleny, se zase objevuje v keltském rituálu z ostrova Man, v kterém pokud je královna máje zajata královnou zimy tak musí mladíky osvobozeno, nebo artušovském motivu Ginevry unesené první májové ráno, když šla přinést z lesa Léto, a zachráněné Lancelotem. Védský mýtus o tom jak se stala Súrja partnerkou Ašvinů zase připomíná jiný německý zvyk: vítěz závodu v běhu či jízdě na koni se stává králem máje a vybírá si, či získává již vybranou, královnu máje.